# Битва під Дубенкою
Битва під Дубенкою сталася 18 липня (7 липня за старим стилем 1792 року під час польсько-російської війни 1792 року біля села Дубенка на лівому березі річки Західний Буг недалеко від Грубешева (навпроти Кладнева), нині — у Польщі. Обидві сторони вважають її своєю перемогою.

## Передумови

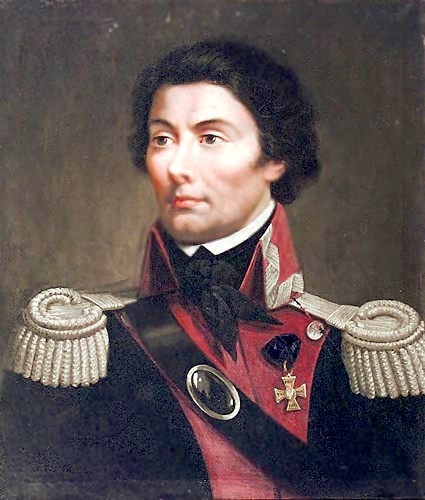
Тадеуш Костюшко

Перемога під Зеленцями не зупинила похід росіян на Варшаву, і польське військо продовжило відступ. Спроби зупинити росіян, спершись на фортецю в Острозі були облишені через загрозу оточення. Був ще один шанс дати бій під Дубно, але через брак припасів було вирішено відступати далі на захід до лінії Бугу.
Польський командувач князь Юзеф Понятовський, поступаючись кількістю військ головним силам противника, звернувся до свого дядька короля Станіслава з проханням надіслати йому зібрані під Козеницями підкріплення. Але підкріплення не надійшли. Тим часом між Понятовським і Костюшком відбулася суперечка з приводу плану оборони від росіян. Костюшко пропонував зосередити всі сили корпусу Понятовського коло Дубенки, де, як він вважав, буде направлено головний удар росіян. Понятовський одначе наполіг на кордонній стратегії, розосередивши свої дивізії вздовж Бугу: свою дивізію під Дорохуськом, дивізію Вєльгорського біля Сідлищ, а дивізію Костюшка коло Дубенки.

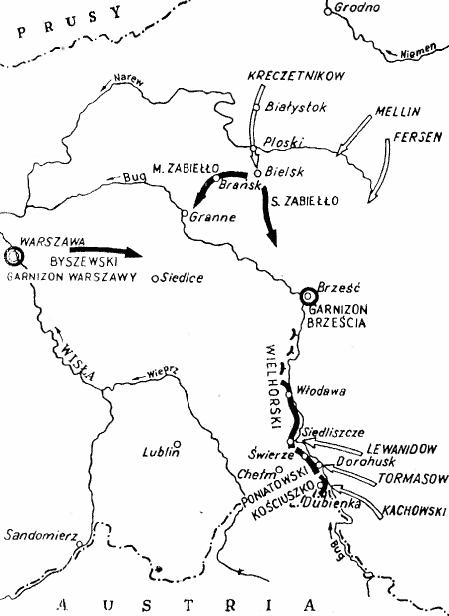
Оборона лінії Буга поляками від російських військ

Як виявилося, план Понятовского виявився неправильним. Російський командувач Каховський вирішив форсувати Західний Буг у смузі дивізії Костюшка. Щоб замаскувати напрямок головного удару, він наказав своїм підлеглим генералам Тормасову й Леванідову зв'язати боєм інші польські дивізії, щоб вони не прийшли на допомогу Костюшкові. Польській дивізії у 6 тисяч військових протистояло близько 25 тисяч російських солдатів з високим моральним духом після вдалого походу від кордонів Польщі мало не до її столиці. Костюшко всупереч наказу Понятовского не став обороняти переправу через Буг під Дубенкою (російські наративи стверджують, що спроба обороняти переправу відбулася, але поляків було відкинуто). Він відступив трохи на північ, на пагорби біля сіл Волі Хабова й Уханька. Ця позиція буда добре обраною. Ліве крилі польської оборони спиралося на вигин річки Буг, а праве — на ліс та австрійський кордон. Перед польським фронтом лежала багниста долина покрита кущами. Костюшко посилив фронт артилерійськими редутами та піхотними шанцями.

## Сили сторін[4]

### Коронна армія Речі Посполитої

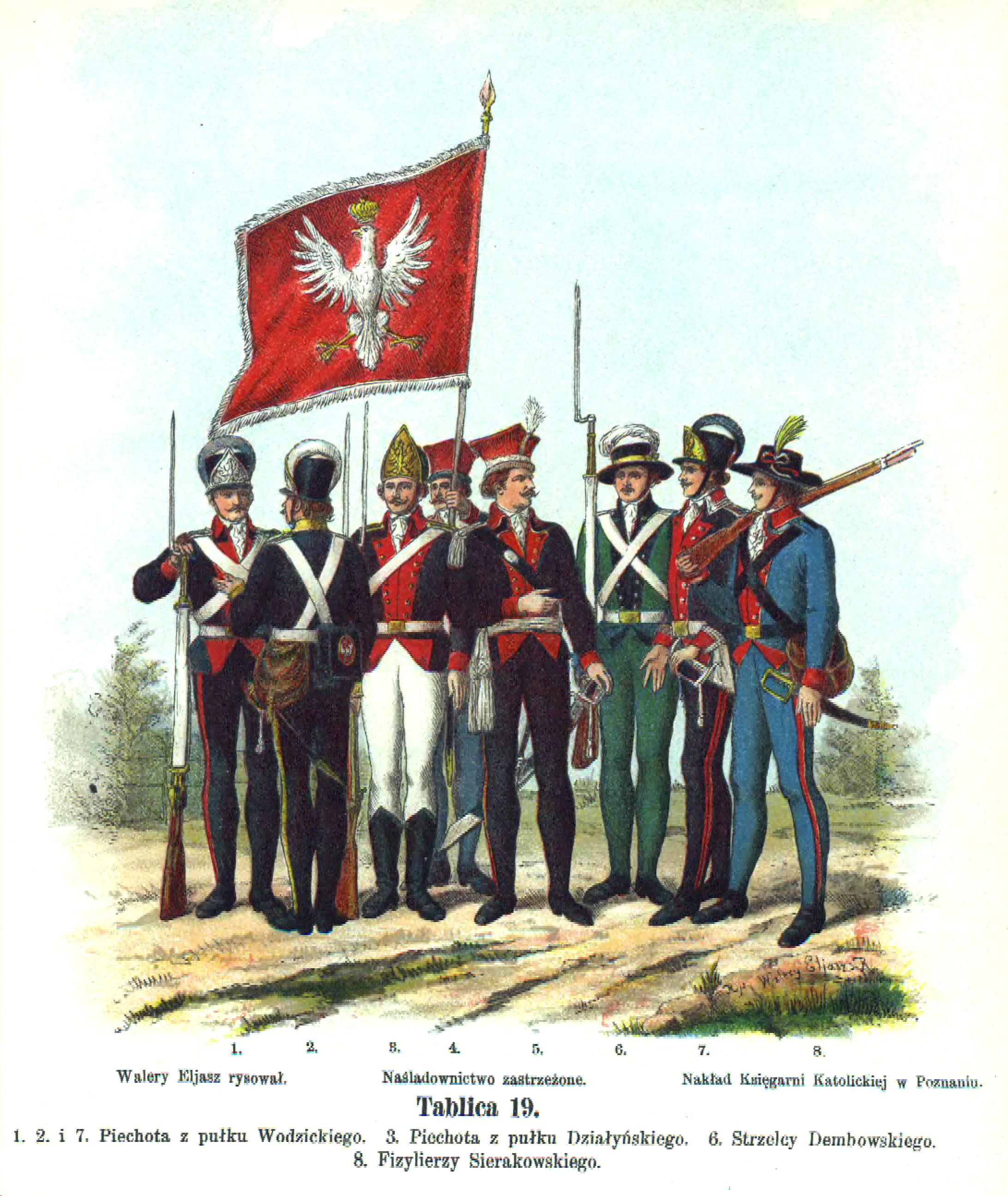
Коронна піхота, 1794

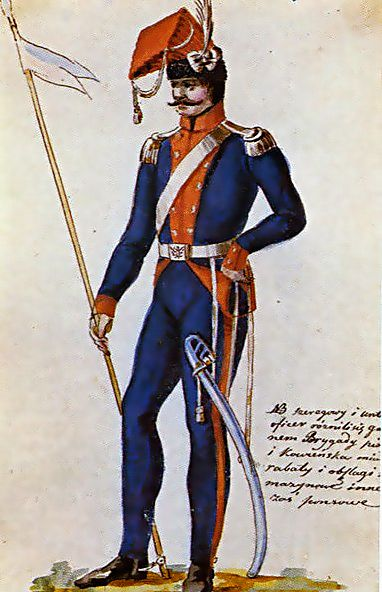
Кавалерист бригади кавалерії народової, 1792

#### Піхота
2 батальйони 3 полку генерал-майора Миколая Чапського

2 батальйони 5 полку фузилерів польного коронного писаря Францішка Жевуського

2 батальйони 12 полку Яна Мальчевського

1 батальйон 13 ординації острозької

#### Кавалерія
1 Українська бригада кавалерії народової (12 ескадронів) генерала-лейтенанта Стефана Любомирського

2 Великопольська бригада кавалерії народової (12 ескадронів) Павла Бернацького

1 полк передньої сторожі (8 ескадронів) Кшиштофа Дунін-Карвіцького

#### Артилерія
250 гармашів під командою майора Людвіка Добрського

2 12-фунтових гармати

6 6-фунтових гармат

2 8-фунтові гаубиці

14 3-фунтових гармат

#### Загальна кількість
Разом близько 6 тисяч, з яких бойовий склад 5300

### Російська армія

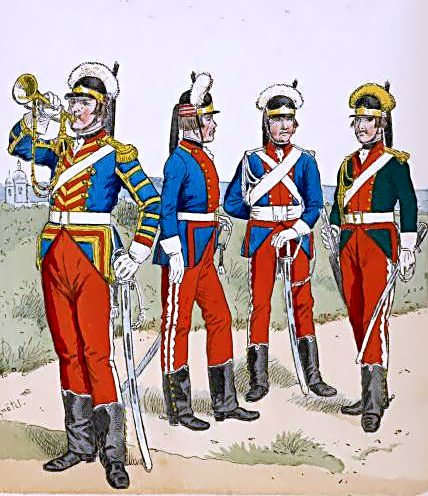
Російські кавалеристи 1786—1796

#### Корпус Кутузова

##### Піхота
Катеринославський єгерський полк (4 батальйони)

Київський гренадерський полк (4 батальйони)

##### Кавалерія
Ольвіопольський гусарський полк (6 ескадронів)

Воронезький гусарський полк (6 ескадронів)

Київський карабінерний полк (5 ескадронів)

Єлисаветградський кінноєгерський полк (10 ескадронів)

Малоросійський козацький полк

4 донські козацькі полки (Орлова, Астахова, Адріана Денисова і Янова)

##### Артилерія
канонірський полк

інженерна рота генерал-квартирмейстера Якова Пістора

20 полкових гармат

24 батальйонних гармати

#### Корпус Дуніна

##### Піхота
Сибірський гренадерський полк (4 батальйони)

Фанагорійський гренадерський полк (4 батальйони)

Чернігівський мушкетерський полк (2 батальйони)

##### Кавалерія
Сіверський карабінерний полк

Ніжинський карабінерний полк

Харківський кінноєгерський полк

Охтирський кінноєгерський полк

2 полки донських козаків (Григорія Грекова і Івана Грекова)

##### Артилерія
бомбардирський полк

36 полкових гармат

28 батальйонних гармат

#### Загальна кількість
Крім згаданих частин, могли брати участь, але не згадуються у рапорті Каховського, 2 батальйони Углицького мушкетерського полку, 4 батальйони Білоруського єгерського полку, 2 батальйони Новгородського мушкетерського полку, козацькі полки Кульбакова і Мєшкова.
Польське командування оцінювало чисельність супротивника у 18 тисяч. За штатом мало бути 31 550 із 56 полковими гарматами. Імовірно, чисельність російської армії могла досягати 25 тисяч, найвірогідніше 20 тисяч.

## Битва

### Російська перша атака
17 липня війська Каховського перетнули Буг. Російський полководець, отримавши інформацію про польську позицію, сказав: «Таку зручну місцевість неприятель уфортифікував з великою охотою.» Наступного дня близько 8 години ранку першими пішли в атаку російські козаки, а через годину прийшла черга російської піхоти. Ці атаки були відбиті польською артилерією. Понятовскій, коли узнав про цей успіх, але не маючи уявлення про всю ситуацію, наказав атакувати росіян. Костюшко, тверезо оцінивши, не послухався наказу, за що пізніше отримав догану. У російському описі битви ця атака названа розвідкою боєм силами козаків Орлова і Катеринославських єгерів.

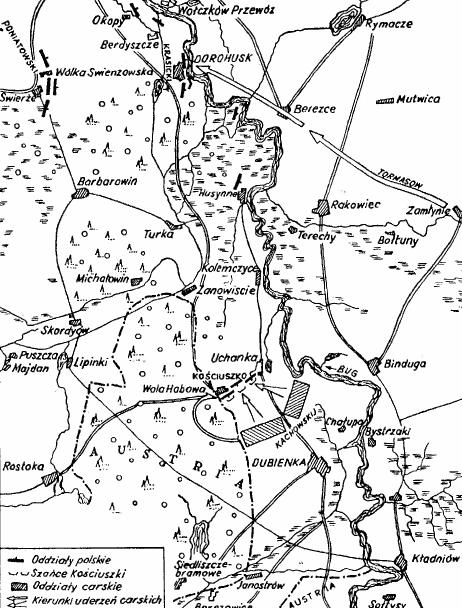
Битва під Дубенкою

### Російська друга атака
Здивований силою польського опору, Каховський вирішив дочекатися прибуття військ генерала Дуніна. Пополудні росіяни вишикувалися двома крилами, справа корпус Дуніна, зліва корпус Моркова, і о 17 годині розпочали нові потужні атаки.
Російський бойовий порядок був такий: полковник Салтиков з 2 батальйонами катеринославських єгерів і Орлов з 3 козацькими полками атакував Волю, щоб вибити з лісу польські легкі війська, що прикривали правий фланг Костюшка; ще два батальйони єгерів Катеринославського полку з двома козацькими полками направлено вправо до Уханьки; генерал-майор Бражников поставив батарею з 20 гармат під прикриттям гренадерів В. Зубова; за ними став генерал Морков з кавалерією. Коли підійшли війська Дуніна, то 12 його гармат стали правіше батареї Бражникова, а сам Дунін з 6 батальйонами, 24 гарматами і 11 ескадронами став проти лівого крила Костюшка.
Російський опис твердить, що вогонь польських гармат був розпорошений та неефективний, і тому був швидко подавлений російськими батареями. За польськими даними, від обстрілу постраждала одна гаубиця і загинуло двоє вояків. Російські гренадери (5 рот під командуванням генерала Милашевича, що командував піхотою лівого російського флангу) перетнули заболочену долину та дійшли до польських шанців. Тричі поляки відбили російські атаки фанагорійських гренадерів на Уханьку.

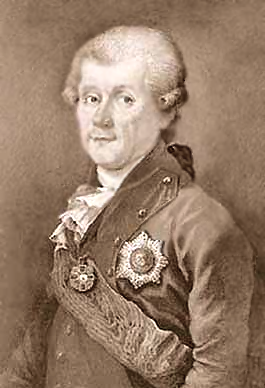
Михаїл Каховський

### Спроба обходу правого флангу коронної армії
Бачачи, що лобова атака піхоти не досягла успіху, Каховський ввів до бою кінноту. Російський головнокомандувач наказав єлисаветградським кінним єгерам полковника Пальменбаха пройти через територію Австрії та вийти полякам у тил їхнього правого крила. Несподівана поява 1100 російських кінних єгерів викликала паніку серед піхотних батальйонів Чапського й Мальчевського (кінним єгерам навіть вдалося взяти два польських шанці). Але офіцери швидко відновили порядок, і російська атака була відбита залпами польських гармат і рушниць (російський аргумент невдачі кінних єгерів той, що їхні лави були розстроєні взяттям шанців). Полковник Пальменбах був поранений картеччю, упав з коня й був добитий багнетами. На кінних єгерів вдарила свіжа польська кіннота 1 полку передньої стражі генерал-майора Вєлевєйського. Росіяни були витіснені за австрійський кордон.

### Завершальна російська атака і відступ коронного війська
На польський центр, скориставшись замішанням на правому польському крилі, вдарили російські гренадери Київського (3 батальйони) і Сибірського (4 батальйони) полків і здобули кілька польських шанців. 2 бригада польської «кавалерії народової» панічно втекла. Костюшко намагається навести порядок, але натовп захопив його за собою. Російські гренадери вдарили на польське праве крило (командування над яким взяв генерал Карвіцький) і змусили його до відступу. Ліве крило оборонялося затято, але через перевагу росіян також було змушене відступити. Незважаючи на відсутність командира дивізії, обидва польських крила, утворивши два великих каре, відступили в порядку після того, як настала темрява (близько 21 години), захопивши з собою гармати крім однієї розбитої та 5 загрузлих у багні. При цьому, оскільки багато тяглових коней гармашів загинуло від російського обстрілу, кавалеристи кінних полків «передньої стражі» дали гармашам своїх коней, щоб вивезти гармати. Два козацьких полки під командою Леслі переслідували ліве крило дивізії Костюшка, а 5 ескадронів кінноти, 3 козацьких полки і 10 піхотних батальйонів під командою генерал-майорів Моркова і Зубова праве крило дивізії (рапорт Каховського пише про переслідування протягом 12 миль та нанесені полякам при цьому втрати), але російське військо зупинилося після бою у селі Уханька.

## Наслідки
Польські втрати за польськими джерелами становили близько 800 вбитих і поранених, а на російському боці принаймні вдвічі більше, хоча російські джерела подають польські втрати як 900 вбитих і поранених і 7 гармат, а втрати росіян як 500 осіб і 640 коней. Про затятість бою свідчить рапорт Каховського фавориту російської імператриці Катерини Платону Зубову: «Незважаючи на нашу повну перемогу, треба сказати про те, що ворожий солдат бився дуже вперто, вміло й стійко (…) Чому сприяв незвично гарний вибір позиції, що нам всіляко перешкоджав. Я маю честь повідомити Вашу Світлість, що більше місяця воюючи з польськими військами, вперше я стояв перед обличчям ворога, що діяв у великому порядку, з запланованою затятістю відбивав атаки та вперто захищався при відході…».
У той же день переправились через Буг російський генерал Леванідов у Опалина і Тормасов у Дорогуска. Коронна армія хоча й чинила сильний опір в обох місцях, але повинна була відступити, оскільки Понятовський побоювався оточення після відступу дивізії Костюшка.
За битву під Дубенкою король Станіслав Август нагородив 80 військових орденом Віртуті Мілітарі, а Костюшко отримав чин генерал-лейтенанта і орден Білого Орла.